# Circuit de Motocròs de Son Matamoros - Felanitx
El Circuit de Motocròs de Son Matamoros - Felantix és un circuit permanent de motocròs situat a la carretera de Vilafranca de Bonany (PM-511) al municipi de Felanitx a Mallorca, Illes Balears. La titularitat i gestió del circuit recau sobre el Moto Club Felanitx.
La longitud total del circuit és de 1300 metres, amb una amplada mitjana de 8 metres, una mínima de 7 i una màxima de 14 a la recta de sortida. La pista és de terra (en terreny dur) i el seu traçat, no gaire tècnic pero exigent. El circuit, que es recorre al contrari del sentit de les busques del rellotge, és ideal per a motos de totes les cilindrades i per a pilots de nivell mitjà i alt.